# Stephen Law
Stephen Law est un philosophe anglais et conférencier distingué en philosophie (Reader in Philosophy) à Heythrop College de l'Université de Londres. Il est également le directeur de la revue philosophique Think, sponsorisée par l'Institut Royal de la Philosophie et publiée par la Cambridge University Press. Law vit actuellement à Oxford, en Angleterre, avec sa femme et ses deux filles. Il est Fellow de La Société Royale des Arts et du Commerce (The Royal Society of Arts and Commerce), et est devenu en 2008 le Prévôt du Centre pour l'Enquête au Royaume-Uni (Centre of Inquiry UK). Law a publié différents articles et livres académiques et populaires dont trois livres d'introduction à la philosophie destinés aux enfants. Il est connu par ses débats avec nombreux apologistes Chrétiens, des théologiens et des scientifiques, y compris William Lane Craig, Alvin Plantinga, Alister McGrath, John Lennox et Denis Alexander.

## Biographie académique
Stephen Law est étudiant au Long Road Sixth Form College, à Cambridge, en Angleterre, avant d'y être exclu,. Dès lors, il commence sa vie professionnelle en tant que facteur. Mais juste après quelques années, et en dépit de son manque de niveaux accadémique, il réussit à convaincre La City University de Londres de l'accepter pour un baccalauréat en Philosophie (BSc in Philosophy), où il réussit à décrocher les honneurs de première classe. Cela lui a permis de passer à Trinity College d'Oxford pour une Maîtrise en philosophie (Bachelor of Philosophy). Il devient ensuite, pendant trois ans, un Junior Research Fellow à La Queen's College d'Oxford, où il obtient un doctorat en Philosophie.
Law a publié des articles universitaires sur différents sujets, y compris Wittgenstein, la modalité, et la philosophie de l'esprit (par exemple, "Loar's Defense Physicalism", Ratio 2004). Son plus récent accent est mis sur la philosophie de la religion.